# Plakobranchoidea
Plakobranchoidea Gray, 1840 è una superfamiglia di molluschi gasteropodi appartenenti al superordine Sacoglossa.

## Tassonomia
La superfamiglia comprende le seguenti famiglie:
- Costasiellidae K.B. Clark, 1984
- Hermaeidae H. Adams & A. Adams, 1854
- Limapontiidae Gray, 1847
- Plakobranchidae Gray, 1840